# Клеверное
Клеверное (до 1948 — Рантамяки, фин. Rantamäki) — посёлок в Полянском сельском поселении Выборгского района Ленинградской области.

## Название
Топоним Рантамяки в дословном переводе означает «Береговая горка».
После войны в деревне Рантамяки было размещено подсобное хозяйство ленинградской фабрики дамского и детского платья. Работники этого хозяйства выбрали новое название деревне — Набережная. Однако исполком Койвистовского райсовета утвердил другое наименование — Клеверное. 
Переименование было закреплено указом Президиума ВС РСФСР от 13 января 1949 года.

## История
Согласно летописному свидетельству 1610 года в деревне Халола имелось 14 крестьянских дворов.
Халола состояла из группы небольших деревень, разбросанных по берегам северо-западной оконечности озера Халоланъярви. Все они имели свои собственные названия: Рантамяки, Мултамяки, Кирьола, Лахенмяки, Равантти, Корпиперя, Корпела, Рантала и др. Но в целом Халола состояла из трех основных частей: собственно Халола, Тийккола и Курппа.
В Рантамяки с 1850 года отдыхал на своей даче скульптор П. К. Клодт.

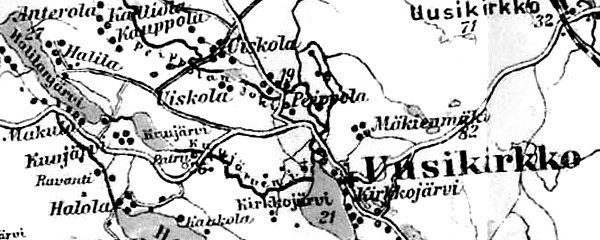
Деревня Халола на финской карте 1923 года

До 1939 года деревня Рантамяки входила в состав большой деревни Халола волости Уусикиркко Выборгской губернии Финляндской республики.
С 1 мая 1940 года по 30 сентября 1948 года — в составе Уискольского сельсовета Койвистовского района. 
С 1 июля 1941 года по 31 мая 1944 года — финская оккупация. 
С 1 октября 1948 года — в составе Краснофлотского сельсовета Приморского района.
С 1 января 1949 года учитывается административными данными как деревня Клеверное. 
С 1 января 1954 года — в составе Рощинского района.
С 1 ноября 1959 года — в составе Полянского сельсовета.
С 1 февраля 1963 года — в составе Выборгского района.
В 1965 году население деревни составляло 105 человек.
Согласно данным 1966, 1973 и 1990 годов посёлок Клеверное входил в состав Полянского сельсовета.
В 1997 году в посёлке Клеверное Полянской волости проживали 187 человек, в 2002 году — также 187 человек (русские — 89 %).
В 2007 году в посёлке Клеверное Полянского СП проживали 170 человек, в 2010 году — 184 человека.

## География
Посёлок расположен в южной части района близ автодороги 41К-089 (Рябово — Поляны).
Расстояние до административного центра поселения — 6 км.
Расстояние до ближайшей железнодорожной станции — законсервированной промежуточной железнодорожной станции Октябрьской железной дороги Куолемаярви на 100,81 км перегона Приветненское — Ермилово линии Зеленогорск — Приморск — Выборг — 8 км. Ближайшая к посёлку железнодорожная платформа — Тарасовское.
Посёлок находится на северо-восточном берегу озера Красногвардейское.

## Демография
| 2007 | 2010 | 2017 | 2021 |
| ---- | ---- | ---- | ---- |
| 170  | ↗184 | ↘164 | ↘159 |

## Улицы
Альпийская, Береговая, Береговой проезд, Боровой тупик, Заречная, Красногвардейская, Лесная, Песчаный проезд, Пляжный проезд, Полевая, Приозёрная, Пушная, Сосновая, Счастливая, Центральная, Яблоневый переулок .